# Lískovec u Frýdku
Lískovec u Frýdku – stacja kolejowa we Frydku-Mistku, w kraju morawsko-śląskim, w Czechach.

## Historia
Stacja kolejowa została otwarta w 1871 roku. Zbudowano murowany dworzec w którym znajdują się kasy biletowe i posterunek dyżurnego ruchu. Stacja zlokalizowana jest niedaleko walcowni metali. Ze stacji odchodzą bocznice do zakładu energetycznego znajdującego się na terenie byłej kopalni Staříč I oraz do walcowni. Bocznica do zakładu energetycznego przebiega przez rzekę Ostrawicę mostem pośrodku drogi powiatowej.